# Otto Gampert

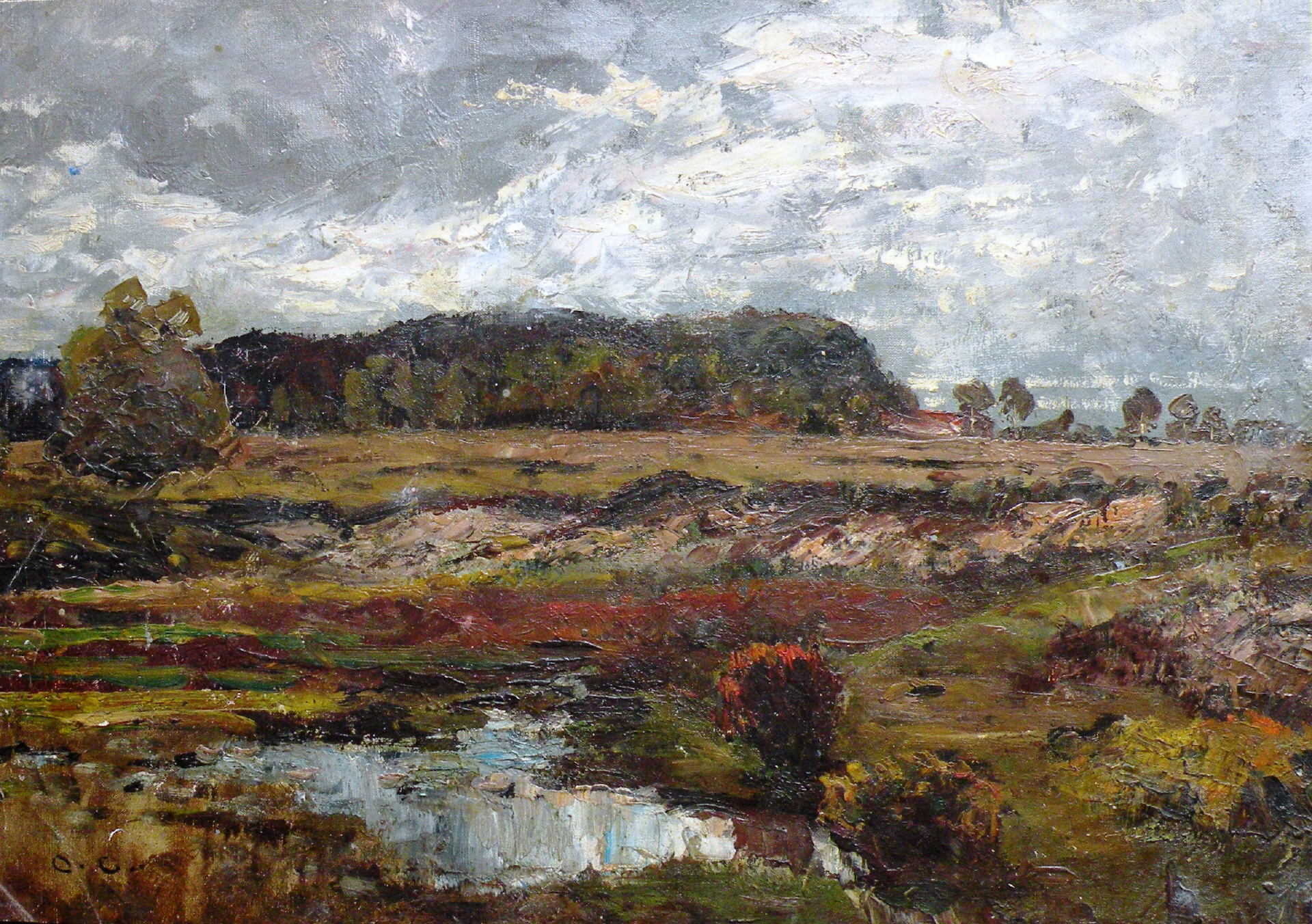
Moorlandschaft

Otto Gampert (* 27. Oktober 1842 in Ottenbach ZH; † 8. März 1924 in Zürich) war ein Schweizer Arzt, Landschaftsmaler und Radierer.

## Leben
Geboren als zweiter Sohn des Arztes Friedrich Gampert, studierte Otto Gampert Medizin an der Universität Zürich. Nach dem Studienabschluss 1867 besuchte er Wien und Paris. 1869 heiratete er Pauline Wegmann. Auf der Hochzeitsreise besuchte er u. a. München. Er übernahm die väterliche Praxis in Ottenbach. In der Freizeit beschäftigte er sich mit der Fotografie und Malerei.
Nach dem Tode seiner zwei Töchter 1877 wurde er psychisch arbeitsunfähig und verwarf seine Arztpraxis. 1883 übersiedelte er mit seiner Ehefrau und drei Kindern nach München. Seitdem betrachtete er die Malerei als seinen Beruf. Er wurde Schüler von Adolf Stäbli und Otto Frölicher. Seit 1888 zeigte er seine Werke im Münchner Glaspalast. Um 1890 begann er sich mit der Radierung zu beschäftigen. Seine Kunst wurde vom Impressionismus beeinflusst.
1919 verliess er München und kehrte in die Schweiz zurück. Seine letzten Lebensjahre verbrachte er in Zürich.